# Escatologia judaica

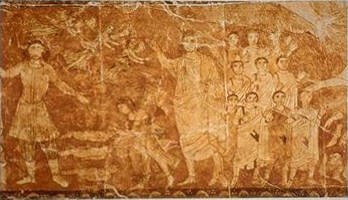
Representação da ressureição dos mortos; painel em madeira no interior de uma Sinagoga em Dura Europo, Siria.

A escatologia judaica ocupa-se com eventos que ocorrerão no fim dos dias, de acordo com a Bíblia Hebraica e com o pensamento judaico. Isto inclui o ajuntamento da diáspora dos exilados, a vinda do Messias Judeu, vida após a morte e a ressurreição dos Santos mortos.
Escatologia é a área da teologia e da filosofia que se preocupa com os eventos finais na história do mundo, o destino final da humanidade e os conceitos relacionados.
No Judaísmo, os tempos final são normalmente chamados de "fim dos dias" (aharit ha-yamim, אחרית הימים), uma frase que aparece várias vezes no Tanakh. A ideia de uma era messiânica possui um local proeminente no pensamento judaico e é incorporada como parte do fim dos dias.

## Visão geral e fontes textuais
No Judaísmo, a principal fonte textual para a crença no fim dos dias e nos eventos que o acompanha é o Tanakh ou Bíblia Hebraica. Nos cinco livros de Moisés, referências são feitas em Deuteronômio 28-31, que os judeus não serão capazes de guardar as Leis de Moisés na Terra de Israel e serão subsequentemente exilados, porém finalmente resgatados. Os livros dos Profetas Hebreus elaboraram e profetizaram sobre o fim dos dias.
Na literatura rabínica, os rabinos elaboraram e explicaram as profecias que foram encontradas na Bíblia Hebraica juntamente com a lei oral e as tradições rabínicas sobre seu significado.
As principais doutrinas da escatologia judaica são as seguintes, sem uma ordem particular, elaboradas nos livros de Isaías, Jeremias e Ezequiel:
- Fim do mundo (antes de tudo o que se segue)
- Deus resgata Israel (isto é, o povo judeu) do cativeiro que começa durante o Exílio babilônico, em um novo Êxodo
- Deus retorna o povo judeu à terra de Israel
- Deus restaura a Casa de Davi e o Templo de Jerusalém
- Deus cria um governante da Casa de Davi (isto é, o Messias Judeu) para liderar o povo judeu e o mundo e inaugura uma era de justiça e paz
- Todas as nações reconhecem que o Deus de Israel é o único e verdadeiro Deus
- Deus ressuscita os mortos
- Deus cria um novo paraíso e uma nova terra

Também é crido que a história se completará e o destino final será alcançado quando toda a humanidade retornar ao Jardim do Éden.

## Messianismo judaico
Ela debruça-se sobre o Mashiach (o Messias) e o Olam haBa (hebraico para "o mundo que virá").
A palavra hebraica Mashiach (ou Moshiach משיח) significa o ungido e refere-se a um ser humano mortal. Apesar de os cristãos usarem também a palavra "messias", usam-na de forma diferente. Para muitos cristãos, o milagre principal de Deus é a sua auto-encarnação como ser humano. Desta perspectiva, Deus é ao mesmo tempo inteiramente humano e também totalmente divino, ao mesmo tempo limitado em inteligência e omnisciente. Do ponto de vista filosófico e lógico, estas características parecem ser mutuamente incompatíveis, mas a igreja primitiva insistiu que ambas as verdades devem estar juntas. Veja cristologia e teologia apofática.
No judaísmo, o Mashiach é um ser humano, descendente do Rei David, que trará uma era messiânica de paz e prosperidade para Israel e todas as nações do mundo. A descrição dos acontecimentos é a seguinte:
1. Todo o povo de Israel regressará à Torá.
2. O povo de Israel regressará à terra de Israel.
3. O Templo Sagrado de Jerusalém será reconstruído.
4. Israel viverá entre as nações como igual, e será suficientemente forte para se defender.
5. Por fim, a guerra, o ódio e a fome terminarão, e uma era de paz e prosperidade descerá sobre a Terra.